# Райсман, Торстен
Торстен Райсман (нем. Torsten Reißmann; 23 февраля 1956, Потсдам — 8 октября 2009, Бранденбург-ан-дер-Хафель, Бранденбург) — немецкий дзюдоист, чемпион и призёр чемпионатов ГДР и Европы, призёр чемпионата мира, участник летних Олимпийских игр 1980 года в Москве.

## Карьера
Выступал в суперлёгкой (до 60 кг) и полулёгкой (до 65 кг) весовых категориях. Чемпион (1978—1979, 1981—1982 годы) и бронзовый призёр (1974, 1977 годы) чемпионатов ГДР. Победитель и призёр международных турниров. В 1977 году победил на студенческом чемпионате мира в Софии. Чемпион (1975, 1978, 1980, 1982) и бронзовый призёр (1977) чемпионатов Европы. Бронзовый призёр чемпионата мира 1975 года в Вене.
На Олимпийских играх 1980 года Торстен выступал в полулёгкой категории. Он победил австралийца Майкла Янга и британца Раймонда Нинана, но уступил советскому борцу Николаю Солодухину. В схватке за бронзу Торстен уступил болгарину Илиану Недкову и занял 5-е место.